# 赫普集團
55°47′33.25″N 12°31′39.3″E / 55.7925694°N 12.527583°E
海虹老人集團股份有限公司，簡稱海虹老人集團股份，以及海虹老人集團（丹麥語：Hempel A/S），於1915年由Jørgen Christian Hempel（佐根·基斯坦·赫普）創立。。
主要在全球生產及銷售各種塗料產品，現時總部位於Lundtoftevej 150 DK-2800 Kgs. Lyngby。總裁為Pierre-Yves Jullien。
而在中國和香港則在1950年代運作，到了1992年，與招商局國際有限公司合資組建海虹老人牌（中国）有限公司，2009年成為全資公司。

## 外部連結
- Hempel.com （页面存档备份，存于）